# Trichostegia minor
Trichostegia minor – gatunek owada wodnego z rzędu chruścików i rodziny chruścikowatych (Phryganeidae). Larwy budują przenośne domki z detrytusu. Limneksen, rzadko spotykany w litoralu jezior, w strefie szuwarów. Gatunek typowy dla okresowych, śródleśnych małych zbiorników wodnych, spotykany także w nizinnych, śródleśnych strumieniach o wolnym nurcie.